# 2024년 하계 올림픽 배드민턴
2024년 하계 올림픽 배드민턴(프랑스어: Badminton aux Jeux olympiques d'été de 2024)은 2024년 하계 올림픽의 정식 종목으로 진행된 배드민턴 경기로 2024년 7월 27일부터 8월 5일까지 프랑스 파리 포르트 드 라 샤펠 아레나에서 열린다
남녀 동수로 총 172명의 선수가 출전하며, 남녀 단복식과 혼성 복식의 5개 세부종목으로 나뉘어 치러진다. 지난 2020년 도쿄올림픽 당시와 동일한 구성이다.

## 예선
이번 대회에는 총 172명의 선수에게 출전권이 부여되며 남녀 동수로 분배되어 있다. 5개 세부 종목 (남녀 단복식, 혼성 복식)에 걸쳐 각 국가당 최대 8명의 선수가 출전할 수 있다. 개최국 프랑스는 남녀 단식에 출전권이 보장되며, 자국 선수 가운데 최상위 랭킹을 기록한 선수에게 돌아간다. 그리고 남녀 2명씩 총 4명분의 출전권은 올림픽 다양성 원칙에 의거하여 이번 대회에 출전할 실력을 갖춘 국가 가운데 출전권을 확보하지 못한 국가에게 돌아간다.
나머지 출전권은 올림픽 정규 예선 대회를 통해 배분되는데 세계 배드민턴 연맹에서 주관하는 '레이스 투 파리' (Race to Paris) 세계랭킹에 따라 각 종목별로 할당되어 있다. 예선 기준일은 2023년 5월 1일부터 2024년 4월 28일까지이며, 최종 올림픽 본선 진출명단은 마감일로부터 이틀 후에 발표된다.
각 국가는 세계 랭킹 상위 16위 이내에 진입했다는 전제하에 남녀 단식 종목에 각각 최대 2명의 선수를 출전시킬 수 있다. 다시 말해 단식 종목에 진출하는 선수는 총 38명으로, 자격을 갖춘 선수의 출신국가가 중복된다면 그 자리는 1명씩 다음 순위의 선수로 넘어간다. 복식 종목의 경우에도 비슷한 규정이 적용되며, 국가당 상위 8개팀까지 최대 2팀을 출전시킬 수 있다. 중복 시 8개팀분 출전권을 다 채울 때까지 1팀씩 후순위로 돌아가게 된다. 여기에 각 종목마다 5대륙 (아시아, 아프리카, 유럽, 아메리카, 오세아니아) 출신 선수가 골고루 출전하도록 되어 있으며 일부 선수가 여러 종목에 출전했을 경우에는 추가 쿼터를 부여한다.

## 참가국
이번 대회는 총 49개국 172명의 선수가 참가한다.
- 알제리 (2)
- 오스트레일리아 (3)
- 오스트리아 (1)
- 아제르바이잔 (2)
- 벨기에 (2)
- 브라질 (2)
- 불가리아 (3)
- 캐나다 (4)
- 중화인민공화국 (16)
- 체코 (4)
- 덴마크 (7)
- 엘살바도르 (1)
- 에스토니아 (1)
- 핀란드 (1)
- 프랑스 (9) (개최국)
- 독일 (4)
- 영국 (3)
- 과테말라 (1)
- 홍콩 (6)
- 인도 (7)
- 인도네시아 (9)
- 아일랜드 (2)
- 이스라엘 (1)
- 이탈리아 (1)
- 일본 (12)
- 카자흐스탄 (1)
- 말레이시아 (8)
- 몰디브 (1)
- 모리셔스 (2)
- 멕시코 (1)
- 미얀마 (1)
- 네팔 (1)
- 네덜란드 (2)
- 나이지리아 (1)
- 페루 (1)
- 난민 (1)
- 싱가포르 (4)
- 남아프리카 공화국 (1)
- 대한민국 (12)
- 스페인 (2)
- 스리랑카 (1)
- 수리남 (1)
- 스위스 (2)
- 중화 타이베이 (6)
- 태국 (9)
- 튀르키예 (1)
- 우크라이나 (1)
- 미국 (7)
- 베트남 (2)

## 경기 일정
| 예 | 예선전 | 16강 | 16강전 | 8강 | 8강전 | 4강 | 4강전 | 결 | 결승전 |

| 종목/날짜 | 27일 토 | 27일 토 | 27일 토 | 28일 일 | 28일 일 | 28일 일 | 29일 월 | 29일 월 | 29일 월 | 30일 화 | 30일 화 | 30일 화 | 31일 수 | 31일 수 | 31일 수 | 1일 목 | 1일 목 | 1일 목 | 2일 금 | 2일 금 | 3일 토 | 3일 토 | 4일 일 | 4일 일 | 5일 월 | 5일 월 |
| 종목/날짜 | 전      | 후      | 밤      | 전      | 후      | 밤      | 전      | 후      | 밤      | 전      | 후      | 밤      | 전      | 후      | 밤      | 전     | 후     | 밤     | 전     | 밤     | 전     | 밤     | 전     | 밤     | 전     | 밤     |
| --------- | ------- | ------- | ------- | ------- | ------- | ------- | ------- | ------- | ------- | ------- | ------- | ------- | ------- | ------- | ------- | ------ | ------ | ------ | ------ | ------ | ------ | ------ | ------ | ------ | ------ | ------ |
| 남자 단식 | 예      | 예      | 예      | 예      | 예      | 예      | 예      | 예      | 예      | 예      | 예      | 예      | 예      | 예      | 예      | 16강   | 16강   |        |        | 8강    |        |        | 4강    |        |        | 결     |
| 남자 복식 | 예      | 예      | 예      | 예      | 예      | 예      | 예      | 예      | 예      | 예      | 예      | 예      |         |         |         |        | 8강    |        | 4강    |        |        |        |        | 결     |        |        |
| 여자 단식 | 예      | 예      | 예      | 예      | 예      | 예      | 예      | 예      | 예      | 예      | 예      | 예      | 예      | 예      | 예      |        |        | 16강   |        |        | 8강    |        | 4강    |        | 결     |        |
| 여자 복식 | 예      | 예      | 예      | 예      | 예      | 예      | 예      | 예      | 예      | 예      | 예      | 예      |         |         |         | 8강    |        |        | 4강    |        |        | 결     |        |        |        |        |
| 혼성 복식 | 예      | 예      |         | 예      | 예      | 예      | 예      | 예      | 예      |         |         |         |         |         | 8강     |        |        | 4강    |        | 결     |        |        |        |        |        |        |

## 메달리스트
| 종목             | 금                                       | 은                                     | 동                                           |
| ---------------- | ---------------------------------------- | -------------------------------------- | -------------------------------------------- |
| 남자 단식 자세히 | 빅토르 악셀센 · 덴마크                   | 꾼라웃 위팃산 · 태국                   | 리지지아 · 말레이시아                        |
| 남자 복식 자세히 | 중화 타이베이 (TPE) · 리양 · 왕치린      | 중화인민공화국 (CHN) · 량웨이컹 · 왕창 | 말레이시아 (MAS) · 에런 치아 · 소위익        |
|                  |                                          |                                        |                                              |
| 여자 단식 자세히 | 안세영 · 대한민국                        | 허빙자오 · 중화인민공화국              | 그레고리아 마리스카 툰중 · 인도네시아        |
| 여자 복식 자세히 | 중화인민공화국 (CHN) · 천칭천 · 자이판   | 중화인민공화국 (CHN) · 류성수 · 탄닝   | 일본 (JPN) · 마쓰야마 나미 · 시다 지하루     |
|                  |                                          |                                        |                                              |
| 혼성 복식 자세히 | 중화인민공화국 (CHN) · 정쓰웨이 · 황야충 | 대한민국 (KOR) · 김원호 · 정나은       | 일본 (JPN) · 와타나베 유타 · 히가시노 아리사 |